# Sand am Main
Sand am Main (nome ufficiale: Sand a. Main) è un comune tedesco di 3 109 abitanti situato nel land della Baviera.